# Oicha
Oicha este un oraș în  provincia Nord-Kivu, Republica Democrată Congo. În 2012 avea o populație de 52 921 de locuitori, iar în 2004 avea 43 065.